# Anna Styazhkina
Anna Vyacheslavovna Styazhkina (en ruso: Анна Вячеславовна Стяжкина) (Rusia, 5 de junio de 1997) es una ajedrecista rusa que ostenta, desde 2013, el título de Maestra Internacional Femenina (WIM) por la FIDE. Ganó la sección femenina sub-10 del Campeonato Mundial Juvenil de Ajedrez en 2007 y la Sub-16 en 2012. Quedó subcampeona en el Campeonato Mundial Femenino Sub-12 en 2009 y en el Campeonato Mundial Femenino Sub-14 en 2011.

## Carrera
Styazhkina también ganó la división femenina Sub-12 del Campeonato Europeo Juvenil de Ajedrez en 2008 y la femenina Sub-16 en 2013. Ganó la plata en el Campeonato Europeo Femenino Sub-10 de 2007 y en el Sub-14 de 2010, así como el bronce en el Sub-18 celebrado en 2014.
Jugó en el equipo «Peter Rook 1», que quedó en primer lugar en el Campeonato Juvenil por Equipos de Rusia de 2015. En esta competición también ganó el premio a la mejor jugadora, gracias a su puntuación de 8,5/9 y una puntuación de rendimiento de 2485.
En 2016, ganó el Campeonato Femenino de Ajedrez de San Petersburgo.
Proviene de una familia de ajedrecistas: su padre, Viacheslav, es maestro internacional y primer entrenador de Peter Svidler, y su madre, Olga, es gran maestra.